# Шабани Нонда
 
Шабани Кристоф Нонда – конгоански футболист, нападател . Играл е в националния отбор на Демократична република Конго .

## кариера
Въпреки че е роден в бедната африканска страна Бурунди, Нонда има гражданство на една от съседките ѝ - Демократична република Конго и изигра 34 мача за тази страна.
Шабани започва профисионалната си кариера в бурундийският Атлетико Олимпик. След това се премества в Танзания, оттам в Южна Африка, откъдето вече стига до Европа, в швейцарския клуб от висшата лига Цюрих . През 1998 г. се превръща в голмайстор на първенството на Швейцария с 24 попадения.
Славата му идва, след като се премества във Франция, където играе първо за Рен (които са го взели за 15 милиона евро), а след това за Монако (които са го взели за 18,5 милиона евро), в който спечели Купата на лигата през 2003 г. и достигна финалния шампион на лигата през 2004 г. Монако, където попадна през 2000 г., Нонда отбелязва 57 гола. През сезон 2002/03 той отбелязва 26 гола в първенството и става голмайстор на френското първенство . Така става първият африкански голмайстор на лигатата през този век (след него това правят сенегалците Мамаду Нианг и Муса Соу. Но в самото начало на следващия сезон той получава тежка контузия на коляното, поради която пропусна по-голямата част от сезона. Следващите две години във Франция Нонда страдаше от контузии и не показа бившата си изключителна игра.
През 2005 г. той премина в Рома, където трябва да стане основен нападател, но сезонът в Италия не се получава за Шабани – той вкарва само 4 гола в 16 мача в лигата и 2 гола в 5 мача от Купата на УЕФА . На 31 август 2006 г. Нонда отива под наем с опция за закупуване на клуба от английската Висша лига Блекбърн Роувърс до края на сезона. В Англия Шабани става любимец на феновете и започва да възвръща предишната си форма. Общо в английската Висша лига Нонда вкара 7 гола в 26 мача. След края на сезона в Англия той се завърна в Рома.
На 31 август 2007 г. Нонда премина от италянския Рома в турския Галатасарай за 1,3 милиона евро, където прави двойка нападатели с ветерана Хакан Шукюр . На 33 кръг Шабани Нонда отбелязва решаващия гол срещу Фенербахче, като по този начин прави клуба си национален шампион . На 28 януари 2010 г. турският Галатасарай решава да прекрати договора с Нонда  . През февруари 2010 г. Нонда взима решение да не сключва договори с клубове до лятото  .

## постижения

### командване
Млади африканци
- Носител на клубната купа на CECAFA 1993 г
- Носител на Купата на Танзания 1994 г

Монако
- Носител на Купата на френската лига за 2003 г

Рома
- Носител на Суперкупата на Италия : 2007 г

Галатасарай
- Шампион на Турция 2007/08
- Носител на Суперкупата на Турция : 2008 г

### Лични постижения
- Голмайстор на швейцарското първенство : 1998 (24 гола)
- Голмайстор на френското първенство : 2003 (26 гола)